# Friedrich von Waldersee

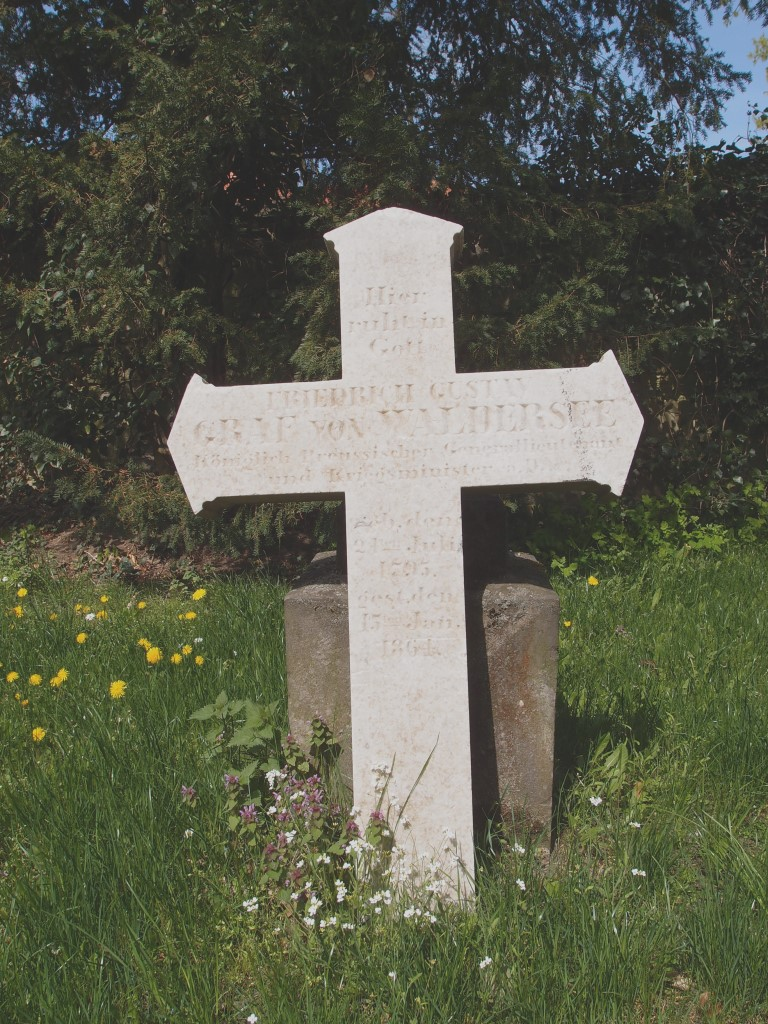
Grab von Friedrich Graf von Waldersee auf dem Alten Friedhof in Potsdam

Friedrich Gustav Graf von Waldersee (* 21. Juli 1795 in Dessau; † 15. Januar 1864 in Potsdam) war ein preußischer Generalleutnant sowie Kriegsminister und Militärschriftsteller.

## Leben

### Herkunft
Friedrich Graf von Waldersee war ein Sohn von Franz Graf Waldersee, einem Sohn des Fürsten Leopold III. Friedrich Franz von Anhalt-Dessau. Sein Bruder Franz von Waldersee war preußischer General der Kavallerie.

### Militärkarriere
Waldersee startete seine militärische Laufbahn 1812 als Junker im Garde-Regiment zu Fuß und wurde 1813 Portepeefähnrich. Als solcher nahm er an den Befreiungskriegen teil und erwarb in der Schlacht bei Großgörschen das Eiserne Kreuz II. Klasse. 1827 wurde er Kommandeur der Schulabteilung des Regiments und 1841 Kommandeur des Lehr-Infanterie-Bataillons. Seit 9. März 1848 war er interimistischer Kommandeur des Kaiser Alexander Garde-Grenadier-Regiment Nr. 1. Mit diesem beteiligte er sich an der Niederschlagung der Märzrevolution 1848 in Berlin, sowie im gleichen Jahr am Feldzug gegen Dänemark. Für seine Leistungen im Gefecht bei Schleswig wurde Waldersee am 18. September 1848 der Orden Pour le Mérite verliehen. 1849 befehligte er die preußischen und sächsischen Truppen bei der Niederschlagung des Dresdner Maiaufstands. 1850 war er Mitglied des Staatenhauses des Erfurter Unionsparlaments.
Vom 1. Mai 1850 bis 17. April 1851 war er Kommandeur des Kadettenkorps. Anschließend wurde er Kommandeur der 14. Landwehr-Brigade. Dieses Kommando behielt er auch nach seiner Berufung am 15. Mai 1851 zum Bevollmächtigten bei der Bundesmilitärkommission in Frankfurt am Main bei. Am 3. Januar 1852 folgte seine Ernennung zum Kommandeur der 14. Infanterie-Brigade sowie seine Beförderung zum Generalmajor am 22. März 1853. Als solcher erhielt er dann am 30. März das Oberkommando über die in Frankfurt am Main stationierten Bundestruppen.
Am 5. Mai 1854 wurde Waldersee zunächst mit der Führung der Geschäfte des Kriegsministers beauftragt. Seine Ernennung zum Staats- und Kriegsminister erhielt er drei Monate später. Gleichzeitig war er ab diesem Zeitpunkt auch Chef des Direktoriums des Großen Militärwaisenhauses in Potsdam. Nachdem er am 9. April 1857 zum Generalleutnant befördert worden war, schied er im Jahr darauf am 6. November auf sein Gesuch hin mit Pension aus dem aktiven Dienst und wurde unter Verleihung des Roten Adlerordens I. Klasse mit Eichenlaub zur Disposition gestellt. Eine weitere, ihm angebotene Verwendung als Kommandierender General eines Armee-Korps, schlug er mit Verweis auf seinen angegriffenen Gesundheitszustand aus.
Aus Anlass zur Erinnerung der 50-jährigen Wiederkehr des Tages der Schlacht von Großgörschen erhielt Waldersee am 2. Mai 1863 den Kronenorden I. Klasse.

### Familie
Am 2. Juli 1823 heiratete Waldersee in Silligsdorf Ottilie von Wedel (* 27. Juli 1803 in Silligsdorf; † 1. September 1882 in Potsdam). Mit ihr hatte er folgende Kinder:
- Gustav Ludwig Otto Eduard (* 6. Februar 1826 in Potsdam; † 18. April 1861 in Wittenberg), preußischer Major im Infanterie-Regiment Nr. 67

⚭ 1854 Anna von Redern (* 26. Januar 1830; † 8. Oktober 1888)
- Rudolf Karl (* 15. November 1827 in Potsdam; † 11. August 1870 in Altenstadt), preußischer Major und Kommandeur des Jäger-Bataillons Nr. 5

⚭ 1863 Anna von Redern (* 26. Januar 1830; † 8. Oktober 1888)
- Helene (* 1. Juni 1830; † 25. Juni 1869)

⚭ Hans Friedrich Philipp Viktor Sigismund von Eisenhart-Rothe (* 16. Januar 1822; † 24. November 1886), Sohn von Generalmajor Friedrich von Eisenhart
- Bertha (* 24. Juni 1833; † 25. Dezember 1884)

## Werke
- Der Kampf in Dresden im Mai 1849. Mit besonderer Rücksicht auf die Mitwirkung der Preußischen Truppen geschildert und militairisch beleuchtet. Berlin 1849.
- Der Dienst des Infanterieunteroffiziers. Berlin spätere Aufl. 1895
- Leitfaden für den Unterricht des Infanteristen. Berlin 1903